# La Cellera de Ter
La Cellera de Ter ist eine Gemeinde in der Provinz Girona, Katalonien, Spanien, deren Name sich vom Hauptort ableitet.

## Geographie
Der Ort La Cellera de Ter liegt am Rand des Naturparks Les Guilleries auf 166 m Höhe, etwa 12 km entfernt von Girona.
Der Riera d’Osor, dessen Quelle im Naturpark liegt, fließt auf dem Gemeindegebiet in den Ter.
Der bekannteste Berg in der Gemeinde ist der Puig d’Afrou mit 843 m Höhe, der 1.088 m hohe Sant Gregori der Höchste.

## Nachbargemeinden
- Anglès
- Sant Julià de Llor i Bonmartí
- Amer
- Susqueda
- Osor (Girona)

## Wirtschaft
Der Ort La Cellera de Ter wird „La Vila del Moble“ (Ort/Stadt der Möbel) genannt, die industrielle Möbelproduktion beschäftigt einen großen Teil seiner Bevölkerung. Hieraus entstanden auch aus der Möbelproduktion abgeleitete Geschäfte, wie Ausstellungen oder die Sanierungsbetriebe für alten und wertvolle Möbel.

## Sehenswürdigkeiten
- Kirche Santa Maria de Sales de la Cellera

## Persönlichkeiten
- Sak Noel (* 1983), DJ